# Terry Winter
Thomas William Standen (São Paulo, 8 de maio de 1941 – São Paulo, 22 de setembro de 1998) foi um cantor e compositor brasileiro, mais conhecido como Terry Winter. Começou a cantar ainda nos anos 60 em português, sob o nome Tommy Standen, mas foi como Terry Winter que ficou mais famoso no Brasil e na América Latina, com o hit "Summer Holiday".

## Biografia

### Infância e juventude
Thomas William Standen era brasileiro e filho dos brasileiros Charles Walter Standen e Maria Thereza Standen, sendo neto de ingleses. Seu avô materno era veterinário e sua avó dona de casa, e residiam no Brasil. Passou a maior parte da infância numa fazenda da família em Penedo, distrito de Itatiaia (RJ), na época, ainda parte do município de Resende, onde seu pai tinha uma pequena fábrica. Estudou em colégio inglês, e sua família mantinha as tradições e os costumes ingleses, inclusive falando a língua inglesa em casa junto do português.
Antes da carreira como cantor, nos anos 60, Standen foi professor de inglês.

### Início da carreira e sucesso
No começo da carreira, adotou o nome artístico Tommy Standen, inicialmente mal-escrito como Tommy Staden. Apresentava-se no programa de auditório Alegria dos Bairros, da TV Excelsior, abrindo os programas cantando canções em português. Gravou, depois, um EP e um single por selos pequenos, até que foi contratado pela RCA. Ali, atuou como compositor, tendo canções gravadas por artistas como Nilton César ("Ao Mundo Vou Contar", em 1966), Ronnie Von ("Pequeno Príncipe", parceria com Fred Jorge, em 1967) e Dick Danello ("Leylan", em 1969). Paralelamente, lançou seus próprios discos, como os compactos "O Quente" e "A Varanda".
Com o compacto "Tomorrow Tomorrow", de 1969, lançado pelo selo Beverly, começa a gravar em inglês. Apesar dessa versão ter sido ofuscada pelo sucesso da original, Standen decide trocar de nome artístico e gravar sempre em inglês, agora como Terry Winter, fazendo-se, assim, passar por estrangeiro. O nome Terry Winter faz referência às suas iniciais, T. W.. Suas primeiras canções sob o novo pseudônimo foram "You'll Notice Me" e "Mission to Carry", incluídas no LP New Tonton, uma coletânea de canções de artistas internacionais lançado pela gravadora Beverly. Em "You'll Notice Me", ele usa o pseudônimo Bart Baraboskin, referências a Burt Bacharach, sua influência musical, e a sua esposa, Miriam Baraboskin. Esta canção foi lançada como single e alcançou moderado sucesso, o que o leva a gravar seu primeiro LP, Terry Winter, de 1971, lançado pela New Records.

Terry Winter revelando-se brasileiro no Programa Silvio Santos em 1975.

Na New Records, Terry Winter alcança seus maiores sucessos. Do primeiro álbum, a canção "Summer Holiday" se torna um dos maiores sucessos de 1972 e é lançada também em outros países da América Latina, alcançando semelhante sucesso. Outra canção de destaque do primeiro álbum é "Our Love Dream". Neste ínterim, grava, secretamente, um compacto pela Odeon sob o pseudônimo Ian Simmons.
Após o sucesso alcançado, Winter volta à gravadora RCA e, em 1975, revela-se brasileiro no Programa Sílvio Santos: no início da entrevista, o apresentador Silvio Santos só se comunica com o cantor por meio de intérprete, mas na volta do intervalo comercial, este passa a conversar com aquele em bom português. Segundo Winter, ele não havia revelado sua identidade antes por medo de perder o sucesso. Ainda neste programa, anunciou que mudaria novamente o nome artístico, para Thomas Williams, mudança esta que não ocorreu.
Terry Winter trabalhou também como ator, como na telenovela A Viagem, de Ivani Ribeiro, produzida e exibida pela TV Tupi entre 1975 e 1976, onde fez o personagem Rui. Em 1976, alcança grande sucesso com a canção "Our Love", num dueto com Heleninha, o que lhe possibilita entrar em mercados como os Estados Unidos e gravar um LP em espanhol.

### Mudança de rumos
Winter não obteve muitos sucessos como intérprete no fim da década de 1970. Nos anos 1980, gravou alguns compactos com Nil Bernardes (este usando os nomes Neil Bernard, Neil Bernardes).  Paralelamente a isto, em 1982, adota novo pseudônimo para compor canções em português, por achar que Terry Winter não era adequado para isso. Como Chico Valente, criou sucessos nas vozes de cantores de música sertaneja, como: "Sonho de um Caminhoneiro" e "Mãe de Leite" (gravadas por Milionário e José Rico), "Filho Pródigo" (por Júnio e Júlio), "Convite de Casamento" (gravada por Ataíde e Alexandre), "Meu Velho Amigo" (Tonico e Tinoco) e "Rei do Gado" (tema de abertura da telenovela homônima da Rede Globo). Também compôs canções para cantores populares, como Gugu Liberato ("Bugaloo Da Da"), Gretchen ("Hula Hula"), Fofão ("Guerra nas Estrelas") e Vanessa ("Doce Alegria").
Novamente como Terry Winter fez dueto com a cantora e atriz Silvia Massari gravando a música "Lovely Love" sucesso da telenovela "A Gata Comeu", de 1985.
Montou, depois, sua própria gravadora, a Ed. Fascination Edições Musicais S/C Ltda - ME, junto de Nil Bernardes, Antonio Carlos Costa da Silveira e o artista Orival Pessini, intérprete do personagem Fofão. Eles produziram álbuns para os sertanejos Matogrosso & Mathias e as Irmãs Galvão, além dos álbuns do Fofão, de onde saíram sucessos como "Guerra nas Estrelas", "Eu Quero Ver", "Mundo Novo" e etc.
Em 1988, lança o LP Pleasure, que viria a ser o último de sua carreira solo como cantor, incluindo canções como: "Never Gonna Let You Go", "Energy of Love" e "Music is Power".
Como cantor, ainda participou de festivais cantando na dupla Chico Valente e Nil Bernardes. No Festival Agroceres, exibido na Rede Bandeirantes em 1987, a canção "Coração Caipira" obteve o primeiro lugar, e foi depois gravada por Nil Bernardes em seu disco solo. Os dois também participaram dos 1º e 2º Festivais Rimula de Música Regional, em 1989 e 1991, exibidos no SBT; no 1º, a canção "Chão Vermelho" ficou entre as dez melhores e foi gravada para o LP do Festival, sendo a última aparição de Winter como cantor; no segundo, Nil Bernardes interpreta sozinho a canção "Sinfonia Sertaneja" e ganha o prêmio de melhor intérprete.

### Últimos anos e morte
Na década de 1990, Terry Winter sentia falta do sucesso e buscava uma nova gravadora, já que vinha juntando várias composições. Em 1998, porém, as crises de bronquite asmática, doença com a qual sofria desde criança, ficaram mais frequentes, até que, em uma manhã de agosto, passou mal e com a demora na chegada do resgate, sofreu um derrame. Foi levado para um pronto-socorro no distrito paulistano do Butantã, e de lá foi transferido para um hospital no Jabaquara, onde ficou internado na unidade de terapia intensiva. As perspectivas de recuperação eram boas, porém, após trinta e dois dias de internação, contraiu uma pneumonia e veio a falecer em 22 de setembro, aos 57 anos. Foi sepultado em 23 de setembro de 1998 no cemitério do Campo Grande, no bairro paulistano de Campo Grande. Deixou quatro filhos de seu casamento com Miriam Baraboskin: Shannon Mark, Shareenne, Scott Sherman e Shane Morgan e os amigos Álvaro Gomes, o saudoso Orival Pessini e Nil Bernardes.

## Pseudônimos
Apesar de ter feito maior sucesso com o nome artístico Terry Winter, o cantor usou outros diversos pseudônimos. Como cantor, se apresentou como Tommy Staden, Tommy Standen, Terry Winter, Ian Simmons e Chico Valente. Como compositor, assinou como Tommy Standen, Tommy, Bart Baraboskin, Tony Temple, Dell Clyde, Don Paul, Eric Joe Summer, Joe Baker, Kat Karatiev, M. Maulin, Oliver Charles, Tom Morgan e Chico Valente.

## Legado
Terry Winter foi especialmente importante para a música brasileira ao inaugurar uma geração de cantores brasileiros que cantavam em inglês e utilizavam pseudônimos ingleses, e assim obtinham sucesso fora do Brasil. Após Winter, vieram Morris Albert, Dave Maclean, Chrystian, Michael Sullivan, Mark Davis (pseudônimo do cantor Fábio Júnior, na época em inicio de carreira), Tony Stevens (pseudônimo do cantor Jessé) e o grupo Pholhas.

## Discografia

### Álbuns
| Ano  | Álbum                                                                                            |
| ---- | ------------------------------------------------------------------------------------------------ |
| 1971 | Terry Winter - Formato: LP - Gravadora: New Records - Nº cat.: NRLP-205 (1971) / BLP-9043 (1972) |
| 1973 | Terry Winter - Formato: LP - Gravadora: RCA - Nº cat.: 103.0095                                  |
| 1974 | Terry Winter - Formato: LP - Gravadora: RCA - Nº cat.: 103.0123                                  |
| 1976 | Everybody Knows - Formato: LP - Gravadora: RCA - Nº cat.: 103.0186                               |
| 1979 | Terry Winter - Formato: LP - Gravadora: PHILIPS/Phonogram - Nº cat.: 6349.406                    |
| 1988 | Pleasure - Formato: LP - Gravadora: 3M - Nº cat.: 7M8-0007                                       |

### Singlese EPs
Como Tommy Staden
| Ano  | Compacto                                                         | Gravadora | Nº Cat. |
| ---- | ---------------------------------------------------------------- | --------- | ------- |
| 1963 | "Maria" / "Regina" [EP] "Graças a Você" / "Aventureiro Sonhador" | Albatroz  |         |
| 1965 | "Running from Love" "Escarcéu"                                   | Mocambo   |         |

Como Tommy Standen
| Ano  | Compacto                                                              | Gravadora  | Nº Cat. |
| ---- | --------------------------------------------------------------------- | ---------- | ------- |
| 1966 | "Véspera do Fim do Mundo (Eve of Destruction)" "Não Brinque com Fogo" | RCA Victor |         |
| 1967 | "O Quente" "Eu Vou Chorar por Você"                                   | RCA Victor | LC-6308 |
| 1967 | "A Varanda" "Una Aventura a Más"                                      | RCA Victor | LC-6348 |
| 1969 | "Tomorrow Tomorrow" Marley Purt Drive"                                | Beverly    | BCS-041 |

Como Terry Winter
| Ano  | Compacto                                                           | Gravadora               | Nº Cat.   | Álbum                  |
| ---- | ------------------------------------------------------------------ | ----------------------- | --------- | ---------------------- |
| 1970 | "You´ll Notice Me" "Mission To Carry"                              | New Records/ Copacabana | NRCS-1002 | New Tonton (coletânea) |
| 1972 | "Summer Holiday" "The Whistler"                                    | New Records/ Copacabana | NRCD-1006 | Terry Winter (1971)    |
| 1972 | "Summer Holiday" / "I Know" [EP] "Our Love Dream" / "The Whistler" | New Records/ Copacabana | NRCS-2003 | Terry Winter (1971)    |
| 1972 | "Our Love Dream" [PROMO] "Shadow Dark and Blue"                    | New Records/ Copacabana | BCS-162   | Terry Winter (1971)    |

Como Ian Simmons
| Ano  | Compacto                                               | Gravadora | Nº Cat. |
| ---- | ------------------------------------------------------ | --------- | ------- |
| 1972 | "I Think You're the Woman for Me" "Someone Is Talking" | Odeon     |         |

Como Terry Winter
| Ano  | Compacto | Gravadora               | Nº Cat.   | Álbum               |
| ---- | --- | ----------------------- | --------- | ------------------- |
| 1972 | "I Just Looked at Myself (Bum Chicka Bum)" "The Idols Have Gone"                                                                           | RCA Victor              | 101.0143  | —                   |
| 1972 | "Fiesta de Verano (Summer Holiday)" [MEX] "Descubrirás Que Yo Existo (You'll Notice Me)"                                                   | RCA Victor              | 3-10794   | —                   |
| 1972 | "Fiesta de Verano (Summer Holiday)" [EP] [MEX] "I Just Looked at Myself (Bum Chicka Bum)" / "Descubrirás Que Yo Existo (You'll Notice Me)" | RCA Victor              | MKE-1502  | —                   |
| 1974 | "Love Making" "Fahrenheit 32" | RCA Victor              | 101.0264  | Terry Winter (1974) |
| 1975 | "Our Love" [dueto com Heleninha] "Life Is like a Cloud"                                                                                    | RCA Victor              | 101.0370  | Terry Winter (1976) |
| 1976 | "Our Love" [dueto com Heleninha] / "Do Your Thing [ou Do That Baby]" [EP] "Big City" / "Tell Me Once Again"                                | RCA Victor              | 102.0149  | Terry Winter (1976) |
| 1976 | "Nuestro Amor (Our Love)" [EUA] "Por Confiar de Más (Our Love Dream)"                                                                      | RCA/Arcano              | DKA0-9400 | —                   |
| 1977 | "Thanks" [ESP] "What's Come Over You" | RCA Victor              | PB-9073   | Terry Winter (1976) |
| 1977 | "Use Me"" "Life (It's All Part of Me)" | RCA Victor              | 101.0509  | —                   |
| 1980 | "Look at Me" [com Neil Bernard] "Sunday Night" [com Neil Bernard]                                                                          | New Records/ Copacabana | NRCS-1883 | —                   |
| 1981 | "Once More a Fool" [com Neil Bernard] "Something for Someone" [com Neil Bernard]                                                           | New Records/ Copacabana | NRCS-1980 | —                   |
| 1982 | "Heaven" [com Neil Bernard] "Happiness" [com Neil Bernard]                                                                                 | New Records/ Copacabana |           | —                   |
| 1985 | "Lovely Love" [com Silvia Massari] "Happy Now" [com Silvia Massari]                                                                        | Dollar                  | CS-2.140  | —                   |